# Dryopteris tsugiwoi
Dryopteris tsugiwoi är en träjonväxtart som beskrevs av Kurata. Dryopteris tsugiwoi ingår i släktet Dryopteris och familjen Dryopteridaceae. Inga underarter finns listade.